# Ljusdal
För andra betydelser, se Ljusdal (olika betydelser).
Ljusdal är en tätort i Hälsingland samt centralort i Ljusdals kommun i Gävleborgs län. 
Ljusdal ligger vid riksväg 83, även kallad Tidernas väg, och riksväg 84, samt vid Norra stambanan.

## Ortnamnet
Namnet Ljusdal (1314 Lyusdal) är sammansatt av orden ljus och dal, syftandes till placeringen i Ljusnans dalgång, alternativt det äldre namnet på Kyrksjön som bör ha hetat Lius (siōr) eller liknande.

## Historia
Orten fick ett ekonomiskt uppsving när järnvägen kom på 1880-talet. Vid denna tid uppfördes de panelhus som än i dag sätter sin prägel på stadsbilden, även om många har rivits. I Ljusdal grundades 1907 Sveriges första enskilda folkpark.

### Administrativa tillhörigheter
Ljusdal var och är kyrkby i Ljusdals socken och ingick efter kommunreformen 1862 i Ljusdals landskommun där Ljusdals municipalsamhälle inrättats 28 juni 1889. Municipalsamhället med närområde bröts 1914 ut ur landskommunen och bildade Ljusdals köping vari landskommunen uppgick 1963. 1971 uppgick köpingskommunen i Ljusdals kommun med Ljusdal som centralort. I folkmun kallas tätorten alltjämt ofta "köping".
I kyrkligt hänseende har Ljusdal alltid hört till Ljusdals församling.
Orten ingick till 1928 i Ljusdals tingslag, därefter till 1971 i Västra Hälsinglands domsagas tingslag. Från 1971 till 2005 ingick Ljusdal i Ljusdals domsaga och från 2005 ingår orten i Hudiksvalls domsaga.

### Befolkningsutveckling
| Befolkningsutvecklingen i Ljusdal 1900–2020                                                                                          | Befolkningsutvecklingen i Ljusdal 1900–2020 | Befolkningsutvecklingen i Ljusdal 1900–2020 | Befolkningsutvecklingen i Ljusdal 1900–2020 | Befolkningsutvecklingen i Ljusdal 1900–2020 |
| --- | ------------------------------------------- | ------------------------------------------- | ------------------------------------------- | ------------------------------------------- |
| |                                             |                                             |                                             |                                             |
| År |                                             |                                             | Folkmängd                                   | Areal (ha)                                  |
| 1900 | 1900                                        |                                             | 1 434                                       | †                                           |
| 1960 | 1960                                        |                                             | 5 374                                       |                                             |
| 1965 | 1965                                        |                                             | 5 896                                       |                                             |
| 1970 | 1970                                        |                                             | 6 489                                       |                                             |
| 1975 | 1975                                        |                                             | 7 075                                       |                                             |
| 1980 | 1980                                        |                                             | 6 950                                       |                                             |
| 1990 | 1990                                        |                                             | 6 852                                       | 568                                         |
| 1995 | 1995                                        |                                             | 6 347                                       | 529                                         |
| 2000 | 2000                                        |                                             | 6 149                                       | 530                                         |
| 2005 | 2005                                        |                                             | 6 100                                       | 530                                         |
| 2010 | 2010                                        |                                             | 6 230                                       | 529                                         |
| 2015 | 2015                                        |                                             | 7 259                                       | 735                                         |
| 2020 | 2020                                        |                                             | 7 209                                       | 721                                         |
| Anm.: Lillhaga utbruten 1995. 2015 sammanvuxen med Nore, Rolfhamre och Måga och Sjöbo. † Befolkning runt ett municipalsamhälle 1900. |                                             |                                             |                                             |                                             |

## Näringsliv
Ortens största arbetsgivare utanför den offentliga sektorn ligger inom tjänstesektorn, främst telefonsupport och callcenter. Här finns också ett av Sveriges fristående a-kassor, Alfa-kassans, kontor. En av världens största mediekoncerner, Reed Elsevier, har två verksamheter i centralorten, Byggfakta samt First Index.

### Handel
Ljusdal har centrumhandel i området runt järnvägen, främst längs Norra Järnvägsgatan. Enligt SCB:s avgränsning av handelsområden för år 2015 fanns där ett område med koden H2161006 som omfattade 23 arbetsställen för detaljhandel med runt 150 anställda. Enligt samma avgränsning fanns ytterligare ett handelsområde vid samma gata fast längre österut med koden H2161001 och 7 arbetsställen. Där ligger Ica Supermarket Matpunkten. Ytterligare en Ica-butik, Ica Supermarket Åsen, ligger norr därom inom samhället.
Den lokala konsumentföreningen i Ljusdal hette Västra Hälsinglands konsumtionsförening och hade bildats som en sammanslagning av flera mindre föreningar. Den uppgick i Gävlebaserade Konsum Alfa (numera Coop Mitt) på 1960-talet. En centralt belägen Domus invigdes den 23 oktober 1959. Domus fanns kvar fram till juni 2001 när butiken nyinvigdes som en Prix. Prix blev senare Coop Extra, som senare blev Stora Coop, men inhystes fortfarande i den tidigare Domusbyggnaden.
I centrala Ljusdal fanns även ett EPA-varuhus som senare blev gallerian Centrumhuset. Lidl etablerade sig i Ljusdal i mars 2014.
Senare etableringar i Ljusdal är Byggmax 2018, Jysk och Dollarstore 2019 och
Rusta och Jem o Fix  som etablerade sig 2025.

### Bankväsende
Helsinglands enskilda bank öppnade ett kontor i Ljusdal den 1 juli 1874. Även Gävleborgs läns sparbank etablerade ett kontor i Ljusdal. Ljusdals folkbank grundades 1897. År 1914 övertogs folkbanken av Sundsvalls enskilda bank. Den 1 januari 1917 etablerade sig även Stockholms handelsbank (snart Svenska Handelsbanken) i Ljusdal. Helsingebanken uppgick i Mälareprovinsernas bank som också blev en del av Svenska Handelsbanken.
Den 31 maj 2016 stängde Nordea sitt kontor i Ljusdal. Därefter fanns Swedbank, Handelsbanken och Länsförsäkringar Bank kvar på orten.

## Utbildning
Den kommunala Stenhamreskolan med klasser mellan årskuserna 1 och 9 är kommunens största. Det finns även en friskola med årskurserna F–6 som heter Tallbacken samt en högstadieskola, Friskolan Vintergatan, som startades 2002.
Den kommunala gymnasieskolan heter Slottegymnasiet. Under åren 2006–2008 fanns ett litet Freinetgymnasium inrymt i Slottegymnasiets lokaler. Tidigare fanns det även ett naturbruksgymnasium som drevs av landstinget, men sedan 2007 ingår det som ett program på Slottegymnasiet med inriktningarna skogsbruk, jakt och djurvård.

## Sport
Ljusdal är en känd bandyort. Säsongen 1974/1975 blev Ljusdals BK svenska mästare i bandy, men i början av 2000-talet har man spelat sämre och börjat pendla mellan första- och andradivisionen. I Ljusdal spelades i slutet av oktober varje år World Cup i bandy till och med år 2008. Inför 2009 års turnering krävde Internationella Bandyförbundet att turneringen skulle spelas inomhus i bandyhall och då detta saknas i Ljusdal beslöts det att 2009 och 2010 års turneringar skulle spelas i Sandviken. I Ljusdal planeras det därför för att bygga en evenemangs/bandyhall med hopp om att åter kunna ta över turneringen. Ljusdal ligger i vad man brukar kalla bandyfästet i Hälsingland.
I fotboll har Ljusdals IF spelat fyra säsonger i Sveriges andradivision, vilket man gjorde åren 1968-1971.
I Ljusdal bildades även en basebollklubb, Ljusdal Strikes,1970, som bäst spelade Strikes SM-Final 1976, förlorade i femte avgörande matchen mot Bagarmossen, klubben höll på fram till strax innan 2000. Det har varit en del försök att få i gång klubben igen, men det har inte lyckats.
Tidigare förbundskaptenen i Sveriges herrlandslag i fotboll Erik Hamrén är från Ljusdal.

## Bilder

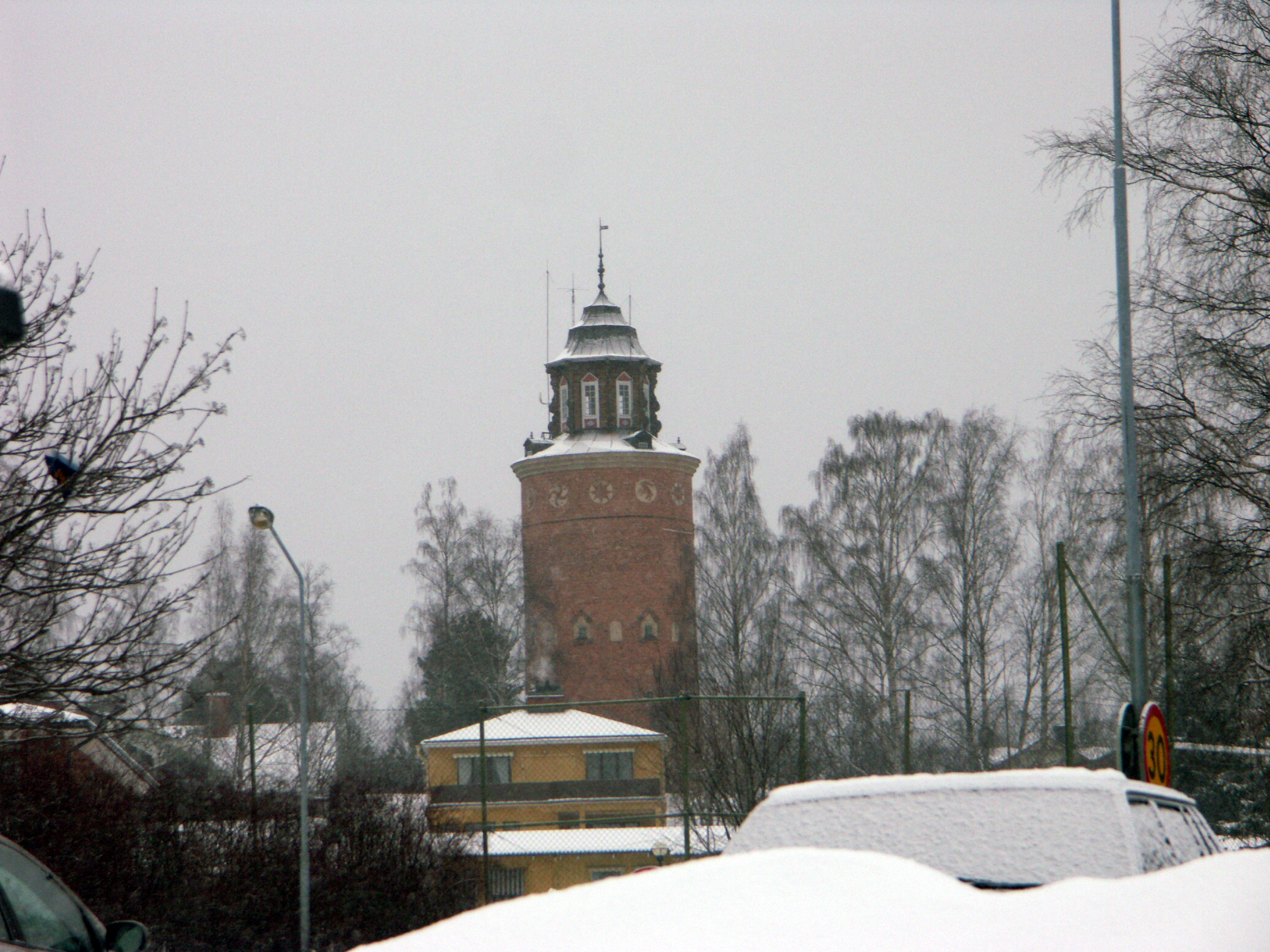
Gamla vattentornet är en känd vy i Ljusdal
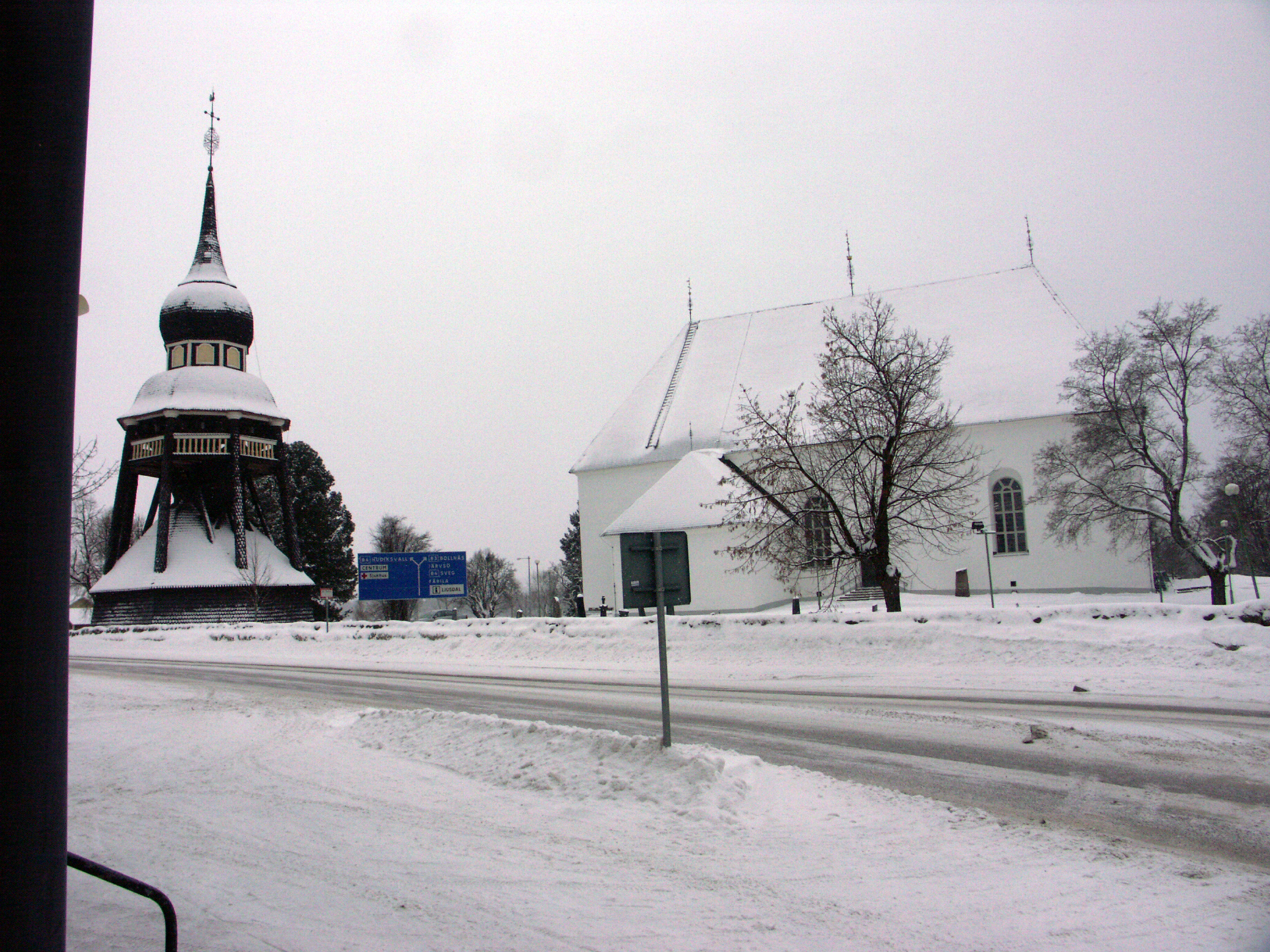
Ljusdals kyrka
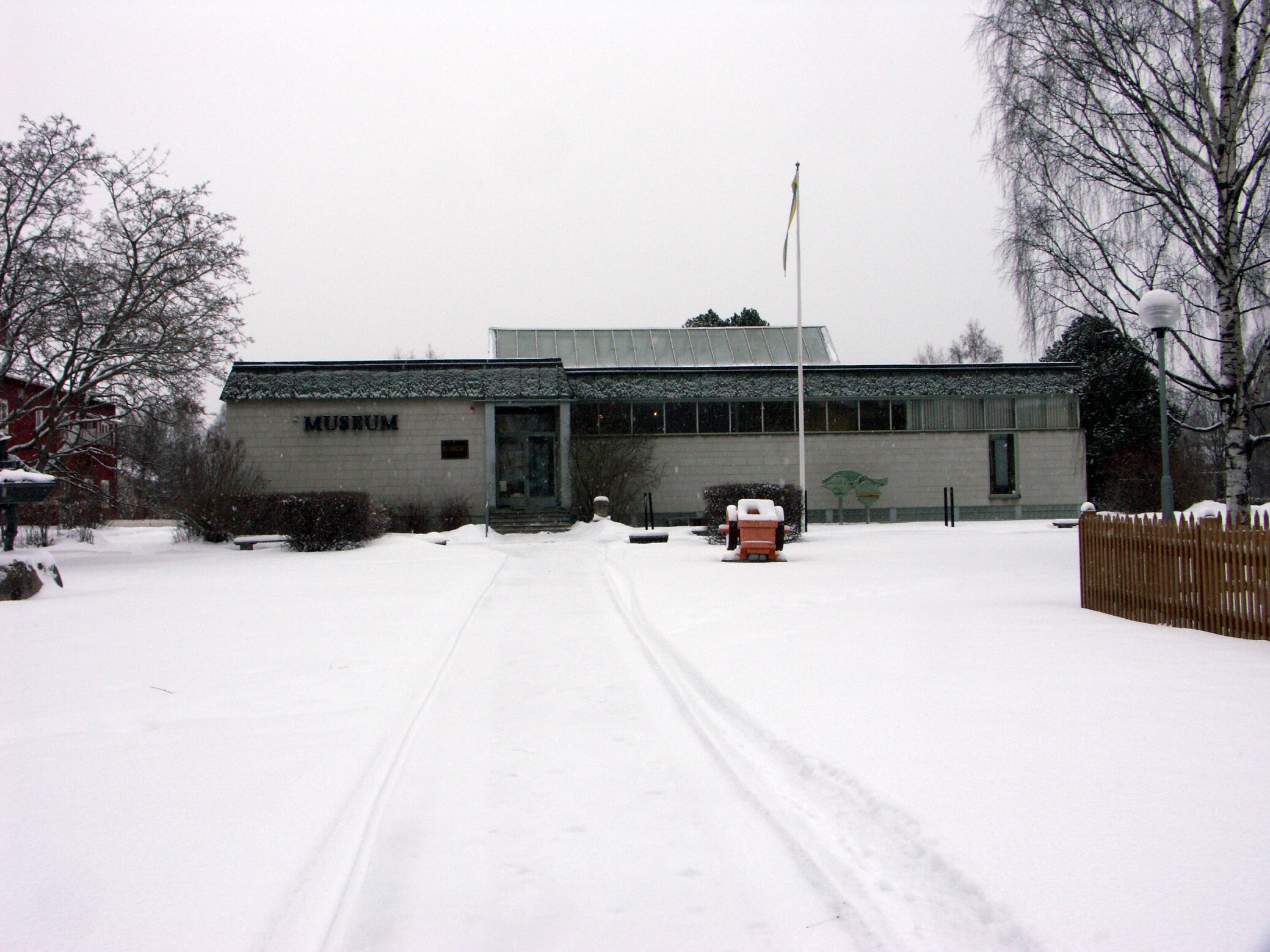
Ljusdalsbygdens museum
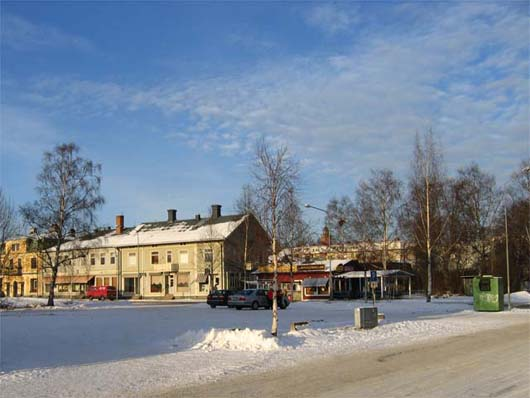
Gamla stan
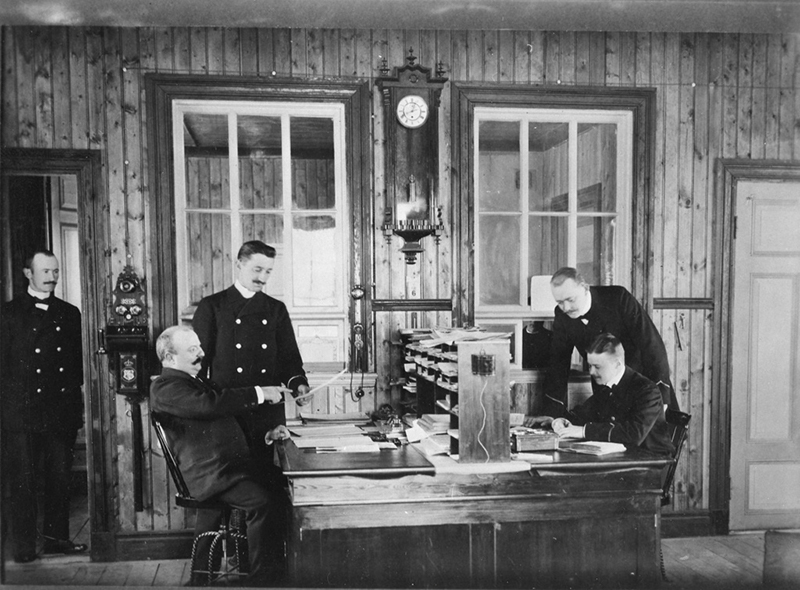
Godsexpeditionen på Ljusdals järnvägsstation, 1905